# De Dassler broers: Adidas versus Puma
De Dassler broers: Adidas versus Puma is een Duitse televisiefilm in twee delen over de ontstaansgeschiedenis van de bedrijven adidas en Puma. De film is op door Omroep MAX op de Nederlandse televisie uitgezonden op 5 en 12 mei 2018 en nogmaals op 10 en 11 juni 2019. De Kijkwijzer vond de film geschikt vanaf zes jaar. Verder heeft deze instantie de waarschuwingen geweld, angst en grof taalgebruik aan de film gegeven. De film in twee delen is op 14 en 15 april 2017 voor het eerst uitgezonden op het Duitse televisiekanaal Das Erste. Deze uitzendingen door de Duitse omroep trokken elk meer dan drie miljoen kijkers.

## Verhaal

### Eerste deel
In de Beierse stad Herzogenaurach heeft de familie Dassler een werkplaats waar ze hoofdzakelijk vilten pantoffels maken. In 1922 overtuigde de broers Adi en Rudi hun vader om sportschoenen te gaan vervaardigen. Met zijn bravoure zorgt Rudi voor het belenen van de bezittingen van de familie, zodat er voorraden en gereedschappen gekocht kunnen worden. Zijn perfectionistische broer werkt als ambachtsman aan steeds betere sportschoenen. Adi besluit een aantal jaar bij een ander bedrijf gaan werken om zelf leesten te leren maken. Dit is tijdens de economische crisis van de jaren 1930, waardoor Rudi zich in de steek gelaten voelt met het bedrijf. Adi leert in deze periode zijn vrouw Käthe kennen en Rudi heeft de wat huiselijker Friedl aan zijn zijde.Voor de Olympische Spelen van 1936 in Berlijn verzorgt het bedrijf het schoeisel van de Duitse atleten, maar ook het paar van de viervoudig winnaar Jesse Owens uit de Verenigde Staten. Met dit laatste zijn de nazi’s niet blij, omdat ze wegens hun racisme de donkere Owens een minderwaardig mens vinden. Bij de uitbraak van de Tweede Wereldoorlog wordt Rudi opgeroepen, terwijl Adi probeert zo goed en zo kwaad als het kan het bedrijf voort te zetten. De rivaliteit en het wantrouwen tussen beide broers loopt hierdoor verder op.

### Tweede deel
Rudi is gedeserteerd en duikt op bij zijn familie. Na afloop van de oorlog zit hij maandenlang gevangen in een kamp vanwege de denazificatiecampagne van de Amerikanen. Tijdens deze periode en na zijn vrijlating verhard de strijd tussen de broers en in 1948 delen ze het bedrijf op in tweeën. Adi begint adidas en Rudi noemt zijn bedrijf Puma. Ze beconcurreren elkaar in het uitbrengen van nieuwe modellen, maar vooral in marktaandeel en het werven van sporters die hun merk sportschoenen dragen. Sepp Herberger, trainer van het West-Duits voetbalelftal, gaat met Adi in zee voor de levering van schoenen. Hierdoor hebben de winnaars van de finale wereldkampioenschap voetbal 1954 schoenen aan van adidas. Door list en bedrog verhevigt de strijd tussen de beide bedrijven en de volgende generatie, de neven Horst en Armin, komen aan het roer bij respectievelijk adidas en Puma. Een dieptepunt in de relatie van de neven is het contracteren van Pelé voor Puma door Armin. Vooraf hadden de neven namelijk afgesproken dat geen van tweeën hem onder contract zou stellen. Bij deze afspraak waren hun beide moeders aanwezig. In 1974 is Rudi echter stervende vanwege longkanker en de film besluit met de eerste ontmoeting van de twee broers in 26 jaar.

## Rolverdeling
| Acteur                 | Personage                    | Opmerkingen                             |
| ---------------------- | ---------------------------- | --------------------------------------- |
| Christian Friedel      | Adi Dassler                  | Jongere broer van Rudi, stichter adidas |
| Hanno Koffler          | Rudi Dassler                 | Oudere broer van Adi, stichter Puma     |
| Hannah Herzsprung      | Friedl Dassler               | Vrouw van Rudi Dassler                  |
| Alina Levshin          | Käthe Dassler                | Vrouw van Adi Dassler                   |
| Joachim Król           | Christoph Dassler            | Vader van Adi en Rudi                   |
| Johanna Gastdorf       | Pauline Dassler              | Moeder van Adi en Rudi                  |
| Rafael Gareisen        | Armin Dassler                | Zoon van Rudi Dassler                   |
| Oliver Konietzny       | Horst Dassler                | Zoon van Adi Dassler                    |
| Christoph Maria Herbst | Josef Waitzer                | Atletiektrainer                         |
| Aurel Manthei          | Sepp Herberger               | Voetbaltrainer                          |
| Stephan Schad          | Hans von Tschammer und Osten | Minister van Sport van Nazi-Duitsland   |

## Achtergrond
De film is gebaseerd op een waargebeurd verhaal. Het FilmFernsehFonds Bayern en het Tsjechische Staatsfonds van de Kinematografie zorgen voor fondsen om de film te maken. De film is tussen 21 september en 5 december 2015 opgenomen in Praag en in de streek Midden-Franken. De vier hoofdrolpersonages worden van begin tot eind van de film door dezelfde acteurs gespeeld. Aan het eind van de film hebben de vier hoofdrolspelers daarom een bejaard uiterlijk geschminkt gekregen. Op 24 juni 2016 was de première tijdens het Filmfestival van München.